# Света Мария (остров)
Света Мария (на хърватски: Sveta Marija) е малък остров в южната част на Велико езеро на остров Млет в Хърватия. Площта му е 120 × 200 m. На острова са открити останки от римска сграда и две раннохристиянски църкви, но мястото е по-известно с бенедиктинския си манастир от XII век.